# Свята Джуді
Свята Джуді (англ. Saint Judy) — американський драматичний фільм 2018 року режисера Шона Ханіша, драма про реальну історію адвоката Джуді Вуд, яка змінила імміграційний закон про надання притулку в США задля порятунку життя жінок. У ролях — Мішель Монаган, Лім Любані, Альфред Моліна, який також був виконавчим і продюсером фільму, та інші актори.
Прем'єра «Святої Джуді» відбулася на кінофестивалі в Лос-Анджелесі у 2018 році, в широкий прокат фільм випущений 1 березня 2019 року компанією Blue Fox Entertainment.

## Сюжет
«Свята Джуді» розповідає історію адвоката з питань імміграції в Лос-Анджелесі Джуді Вуд. Ця матір-одиначка зуміла одноосібно змінити американський закон про притулок у США, включивши до його переліку жінок як таких, що потребують пріоритетного захисту. Прихильники імміграції вважають, що перемога Вуд врятувала життя десятків тисяч жінок-іммігрантів по всьому світу.
Фільм починається з її переїзду з сином із Нью-Мексико до Лос-Анджелеса, щоби дитина була ближче до свого батька. Жінка вивчає юриспруденцію та право, працює в імміграційному бюро, потім — у власному адвокатському бюро. Зокрема йдеться про справу Асефи Ашварі, вчительки з Афганістану, яка втікала від переслідування талібів після відкриття школи для дівчат, і тепер їй загрожує депортація.

## Акторський склад
- Мішель Монаган — Джуді Вуд
- Джудіт Л. Вуд — камео після титрів
- Лім Любані — Асефа
- Common — Бенджамін Адебайо
- Фахім Фазлі — лідер талібів
- Пітер Краузе — Метью
- Бен Шнетцер — Паркер
- Валід Цуйтер — Омар
- Майкелті Вільямсон — Дікембе Мустафа
- Габріель Бейтмен — Алекс Вуд
- Еймі Гарсія — Селі
- Кевін Чепмен — офіцер поліції Кінг
- Ґіл Бірмінгем — Майкл Боумен
- Альфред Моліна — Рей Ернандес
- Елфрі Вудард — суддя Бентон[5]
- Пітер Джейсон — суддя О'Ніл